# SC Motor Berlin

Logo des SC Motor Berlin

Der SC Motor Berlin war ein Sportverein aus Ost-Berlin. Er wurde 1955 gegründet und ging zwei Jahre später im TSC Oberschöneweide auf. Zu den Sportarten zählten u. a. Fußball, Eishockey, Handball, Wasserball, Tischtennis, Rudern, Schach und Wasserspringen.

## Geschichte
Ab 1954 wurden zur Förderung des Leistungssports im DDR-Sportsystem die Leistungssportsektionen aus den Betriebssportgemeinschaften (BSG) herausgelöst und in Sportclubs zusammengefasst, die den jeweiligen Sportvereinigungen zugeordnet waren. Die Breitensportler blieben überwiegend in den BSGen. In Berlin entstanden in dieser Zeit u. a. der SC Dynamo oder der SC Einheit. Der SC Motor Berlin wurde im Februar 1955 gegründet und unterstand der Sportvereinigung Motor.
Nach zwei Jahren wurde Motor Berlin am 16. Juni 1957 mit den Betriebssportgemeinschaften der Volkseigenen Betriebe Transformatorenwerk Oberspree (Motor Oberschöneweide), Kabelwerk Oberspree (Motor Oberspree), Berliner Akkumulatoren- und Elementefabrik (Motor Wuhlheide/Schöneweide) und Werk für Fernsehelektronik (Motor Ostend) im neu gegründeten TSC Oberschöneweide zusammengefasst.

## Sportarten

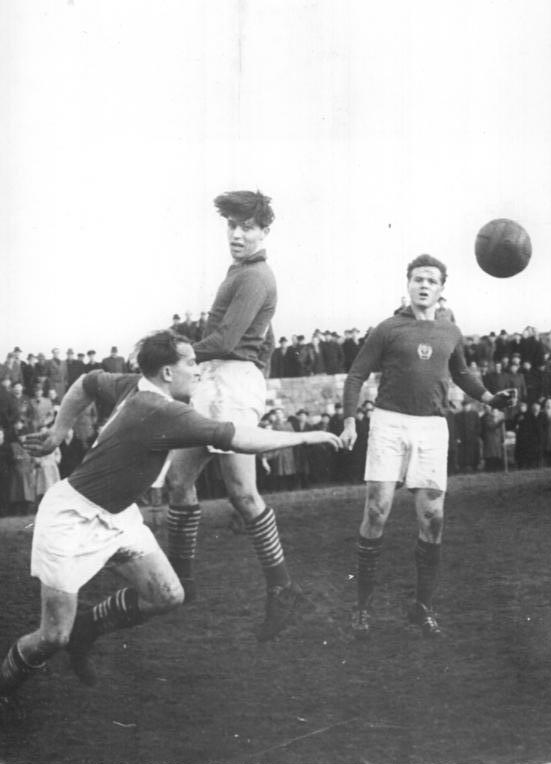
Die Fußballer des SC Motor 1957 im Spiel gegen Chemie Grünau-Schmöckwitz.

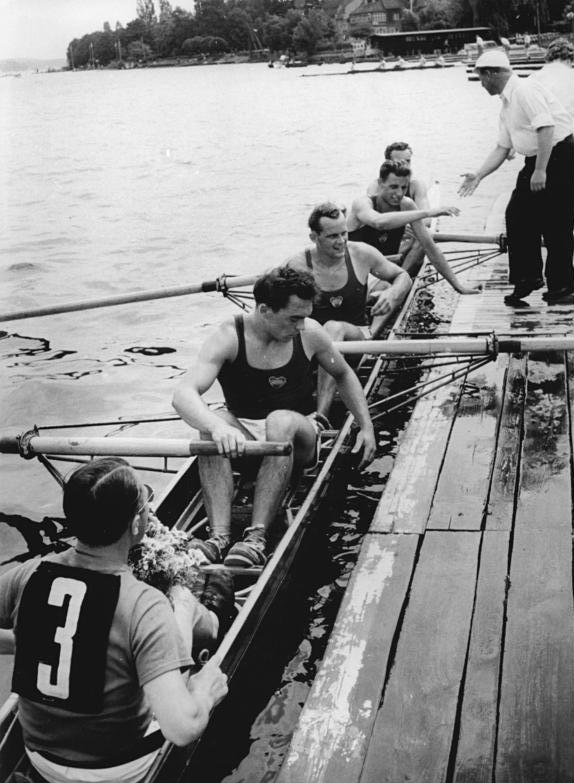
Die Männermannschaft der Ruderer wird 1955 DDR-Meister im Vierer.

Nachfolgend werden die Werdegänge verschiedener Sparten des Clubs geschildert. Die Liste der aufgeführten Sparten erhebt keinen Anspruch auf Vollständigkeit.

### Eishockey
Der SC Motor übernahm die Mannschaft und den Platz in der Oberliga von der BSG Motor Treptow während der Saison 1954/55. Am Ende der Spielzeit stieg die Mannschaft in die 1. Liga ab, schaffte aber 1955/56 sofort den Wiederaufstieg. Nach einem fünften Platz in der Folgesaison übernahm der TSC Oberschöneweide Motors Platz und Mannschaft.

### Fußball
Der SC Motor übernahm in der DDR-Liga während der laufenden Saison 1954/55 die Mannschaft und Spielklassenzugehörigkeit der BSG Motor Oberschöneweide. Am Ende der Spielzeit wurden die drei Liga-Staffeln zu einer Staffel zusammengefasst. Berlin verpasste die Qualifikation und stieg in die neu geschaffene II. DDR-Liga ab. In der folgenden sportlich unbedeutenden Übergangsrunde 1955 sowie im Spieljahr 1956 belegte die Mannschaft den vierten Tabellenrang. Im Laufe des Spieljahres 1957 wurden die Mannschaft und der Ligaplatz vom TSC Oberschöneweide übernommen.

### Handball
Motor Berlin spielte von 1954 bis 1959 in der damals höchstklassigen DDR-Hallenhandball-Liga und erreichte dort als beste Staffel-Platzierung in der Spielzeit 1955/56 einen zweiten Rang hinter dem späteren Meister Motor Rostock. Nach den ersten beiden Spiele der Premierensaison 1954/55 übernahm der SC Motor die Mannschaft von der BSG Motor Friedrichshain-Ost, die bereits in den drei vorherigen Spielzeiten jeweils als Berliner Bezirksmeister an den Endrundenspielen um die Meisterschaft teilgenommen hatte. 1958/59 war das Team bereits unter dem Namen TSC Oberschöneweide, stieg aber nach nur einer Spielzeit mit dem neuen Namen aus der höchsten Spielklasse ab.

### Rudern
Die Ruderer des SC Motor gingen aus der Rudersektion der BSG Motor Wendenschloss hervor. Sie konnten dem Club zahlreiche DDR-Meistertitel verschaffen und bildeten die Basis für die später ebenfalls erfolgreiche Ruderabteilung des TSC Oberschöneweide. Folgende Meisterschaften der DDR konnte der SC gewinnen:
- 1 × Herren Einer (1958)
- 1 × Männer Vierer ohne Steuermann (1956)
- 1 × Männer Vierer mit Steuermann (1955)
- 1 × Männer Leichtgewichts-Vierer ohne Steuermann (1956)
- 1 × Männer Lgw.-Achter (1956)
- 2 × Frauen Einer (1955 und 1956)
- 1 × Frauen Vierer (1956)
- 1 × Frauen Doppelvierer (1956)
- 2 × Frauen Achter (1955 und 1956)

### Tischtennis
Die Männermannschaft von Motor Berlin gewann die vom DTTV ausgespielte DDR-Meisterschaft 1956 und 1957. Folgende Mannschaft trat in den beiden Spielzeiten für Berlin an: Heinz Schneider, Günter Matthias, Lothar Pleuse, Heinz Reimann, Hans Täger, Oskar Frank und Klaus Beyer.

### Wasserspringen
Beim Turmspringen der Damen konnten die Springerinnen des SC Motor Erfolge feiern. So gewannen Brigitte Socher 1955 und Brigitte Retsch 1956 für den SC die DDR-Meisterschaft. Socher hatte bereits 1953 und 1954 diesen Titel für Motor Treptow startend gewonnen.